# Electra Heart
Pour les articles homonymes, voir Electra.
Albums de Marina and the Diamonds
The Family Jewels
(2010) Froot
(2015)
Singles
1. Primadonna
Sortie : 20 mars 2012
2. Power & Control
Sortie : 22 juillet 2012
3. How to Be a Heartbreaker
Sortie : 15 octobre 2012

Electra Heart est le second album studio de la chanteuse britannique Marina and the Diamonds (connue actuellement sous le nom Marina). Il sort le 27 avril 2012 sous les labels 679 artists et Atlantic Records. Marina travaille avec plusieurs producteurs sur l'album, comme Liam Howlett, Greg Kurstin, ainsi que Dr. Luke, Diplo et Stargate, ce qui a pour conséquence l'évolution de son style qui s'éloigne des sonorités new wave présentes sur son premier album studio, The Family Jewels (2010).
Electra Heart est un album électro-pop, distinct de ses premiers projets. Dans les paroles, on retrouve les thèmes de l'amour et de l'identité. Marina a créé le personnage d'Electra Heart pour symboliser l'archétype d'une femme de la pop culture américaine (House Wife, Beauty Queen, Homewrecker and Idle Teen). 
Les critiques étaient partagées, exprimant l'ambivalence face au changement de style musical et sa production globale. L'album était premier dans les classements britanniques lors de sa première semaine avec 21 358 exemplaires vendus. C'est la première fois que Marina entre dans les classements, même s'il devint plus tard un des albums numéro un les moins vendus. La British Phonographic Industry (BPI) l'a certifié disque d'or pour avoir écoulé plus de 100 000 exemplaires. Dans les classements internationaux, Electra Heart fut classé 31e sur le classement US Billboard 200.
L'album compte trois singles avec clips vidéos. Primadonna, est sorti le 20 mars 2012, et s'est classé 11e au classement britannique. Les chansons Power & Control et How to Be a Heartbreaker sont respectivement sorties le 20 juillet et le 15 octobre.
La tournée The Lonely Hearts Club Tour a permis de promouvoir l'album entre le mois de mai 2012 et mai 2013 en Europe et en Amérique du Nord.

## Liste des pistes

### Édition standard
1. Bubblegum Bitch - 2:33
2. Primadonna - 3:38
3. Lies - 3:46
4. Homewrecker - 3:22
5. Starring Role - 3:28
6. The State of Dreaming - 3:37
7. Power & Control - 3:48
8. Living Dead – 4:05
9. Teen Idle – 4:15
10. Valley of the Dolls - 4:15
11. Hypocrates - 4:02
12. Fear and Loathing - 6:08

### Édition deluxe
1. Bubblegum Bitch - 2:33
2. Primadonna - 3:38
3. Lies - 3:46
4. Homewrecker - 3:22
5. Starring Role - 3:28
6. The State of Dreaming - 3:37
7. Power & Control - 3:48
8. Living Dead – 4:05
9. Teen Idle – 4:15
10. Valley of the Dolls - 4:15
11. Hypocrates - 4:02
12. Fear and Loathing - 6:08
13. Radioactive - 3:47
14. Sex Yeah - 3:46
15. Lonely Hearts Club - 3:01
16. Buy the Stars - 4:47

## Classement
| Pays                 | Hit-parade (2012)                             | Meilleure position |
| -------------------- | --------------------------------------------- | ------------------ |
| Allemagne            | Media Control Charts                          | 17                 |
| Australie            | ARIA Charts                                   | 32                 |
| Autriche             | Ö3 Austria Top 40                             | 25                 |
| Belgique (Wallonie)  | Ultratop                                      | 132                |
| Canada               | Canadian Albums Chart                         | 50                 |
| États-Unis           | Billboard 200                                 | 31                 |
| États-Unis           | Dance/Electronic Albums                       | 2                  |
| Irlande              | Irish Albums Chart                            | 1                  |
| Norvège              | VG-lista                                      | 30                 |
| Nouvelle-Zélande     | Recording Industry Association of New Zealand | 31                 |
| Pays-Bas             | MegaCharts                                    | 92                 |
| Royaume-Uni          | UK Albums Chart                               | 1                  |
| Royaume-Uni (Écosse) | Scottish Albums Chart                         | 1                  |
| Suède                | Sverigetopplistan                             | 41                 |
| Suisse               | Swiss Music Charts                            | 11                 |

## Certifications
| Pays              | Certification | Unités certifiées |
| ----------------- | ------------- | ----------------- |
| États-Unis (RIAA) | Or            | 500 000           |

## Historique des sorties
| Pays             | Date            | Label                             | Format(s)            | Édition(s)                |
| ---------------- | --------------- | --------------------------------- | -------------------- | ------------------------- |
| Irlande          | 27 avril 2012   | 679 Artists, Atlantic Records     | CD, digital download | Standard, deluxe          |
| Royaume-Uni,     | 30 avril 2012   | 679 Artists, Atlantic Records     | CD, digital download | Standard, deluxe, box set |
| Suède            | 2 mai 2012      | Warner Music                      | CD, digital download | Standard, deluxe          |
| Portugal         | 6 mai 2012      | Warner Music                      | CD, digital download | Standard, deluxe          |
| Espagne          | 6 mai 2012      | Warner Music                      | CD, digital download | Standard, deluxe          |
| Autriche         | 11 mai 2012     | Warner Music                      | CD, digital download | Standard, deluxe          |
| Grèce            | 14 mai 2012     | Warner Music                      | CD, digital download | Standard, deluxe          |
| Russie           | 14 mai 2012     | Warner Music                      | CD, digital download | Standard, deluxe          |
| Australie        | 18 mai 2012     | Warner Music                      | CD, digital download | Standard, deluxe          |
| Nouvelle-Zélande | 18 mai 2012     | Warner Music                      | CD, digital download | Standard, deluxe          |
| Suisse           | 18 mai 2012     | Warner Music                      | CD, digital download | Standard, deluxe          |
| Italie           | 22 mai 2012     | Warner Music                      | CD, digital download | Standard, deluxe          |
| Allemagne        | 25 mai 2012     | Warner Music                      | CD, digital download | Standard, deluxe          |
| Pays-Bas         | 25 mai 2012     | Warner Music                      | CD, digital download | Standard, deluxe          |
| Pologne,         | 28 mai 2012     | Warner Music                      | Digital download     | Standard                  |
| Pologne,         | 18 juin 2012    | Warner Music                      | CD                   | Standard                  |
| Brésil           | 18 juin 2012    | Warner Music                      | Digital download     | Standard                  |
| Canada           | 10 juillet 2012 | Warner Music                      | CD, digital download | Standard, deluxe          |
| États-Unis,      | 10 juillet 2012 | Atlantic Records, Elektra Records | CD, digital download | Standard, deluxe, box set |
| Brésil           | 11 juillet 2012 | Warner Music                      | CD                   | Standard                  |